# Вільненська селищна рада
Ві́льненська се́лищна ра́да — адміністративно-територіальна одиниця та орган місцевого самоврядування у Джанкойському районі Автономної Республіки Крим. Адміністративний центр — селище міського типу Вільне.

## Загальні відомості
- Населення ради: 2 036 осіб (станом на 1 січня 2011 року)

## Населені пункти
Селищній раді підпорядковані населені пункти:
- смт Вільне

## Склад ради
Рада складається з 16 депутатів та голови.
- Голова ради: Пальонна Людмила Олександрівна
- Секретар ради: Парицька Марина Миколаївна

### Керівний склад попередніх скликань
| Прізвище, ім'я, по батькові    | Основні відомості                                                                    | Дата обрання | Дата звільнення |
| ------------------------------ | ------------------------------------------------------------------------------------ | ------------ | --------------- |
| Ковляметова Аріре Яг'яєвна     | Селищний голова, 1955 року народження, член Всеукраїнського об'єднання «Батьківщина» | 26.03.2006   | 31.10.2010      |
| Пальонна Людмила Олександрівна | Селищний голова, 1959 року народження, освіта вища, член Партії регіонів             | 31.10.2010   |                 |

Примітка: таблиця складена за даними сайту Верховної Ради України

### Депутати
За результатами місцевих виборів 2010 року депутатами ради стали:

#### За суб'єктами висування
| Суб'єкт висування | Кількість обраних депутатів | %  |
| ----------------- | --------------------------- | -- |
| Партія регіонів   | 12                          | 75 |
| Самовисування     | 4                           | 25 |

#### За округами
| № округу        | Прізвище, ім'я, по батькові    | Дата визнання обраним | Освіта  | Партійна приналежність                        | Відомості про обраного депутата                        |
| --------------- | ------------------------------ | --------------------- | ------- | --------------------------------------------- | ------------------------------------------------------ |
| Партія регіонів |                                |                       |         |                                               |                                                        |
| 1               | Кушнирук Надія Григорівна      | 04.11.2010            | середня | член Партії регіонів                          | пенсіонер                                              |
| 3               | Куртаджиєва Ліана Рамазанівна  | 04.11.2010            | вища    | член Партії регіонів                          | тимчасово не працює                                    |
| 4               | Стрельчук Людмила Василівна    | 04.11.2010            | вища    | член Партії регіонів                          | пенсіонер                                              |
| 5               | Парицька Марина Миколаївна     | 04.11.2010            | вища    | член Партії регіонів                          | Вільненська селищна рада, секретар                     |
| 6               | Лойко Людмила Вячеславівна     | 04.11.2010            | середня | позапартійна                                  | ДРЦВПВ та ТТУМ, охоронець                              |
| 7               | Бухарьова Галина Василівна     | 04.11.2010            | середня | член Партії регіонів                          | Вільненська загальноосвітня школа, технічний працівник |
| 8               | Очкуренко Володимир Петрович   | 04.11.2010            | середня | член Партії регіонів                          | пенсіонер                                              |
| 10              | Ющенко Наталя Анатоліївна      | 04.11.2010            | середня | член Партії регіонів                          | тимчасово не працює                                    |
| 11              | Несіна Світлана Миколаївна     | 04.11.2010            | середня | член Партії регіонів                          | приватний підприємець                                  |
| 12              | Осман Венера Ібрагимівна       | 04.11.2010            | вища    | позапартійна                                  | ДРЦВПВ та ТТУМ, методист                               |
| 14              | Переверзєва Олена Олегівна     | 04.11.2010            | вища    | член Партії регіонів                          | ДНЗ «Івушка», вихователь                               |
| 16              | Войтюк Сергій Миронович        | 04.11.2010            | середня | позапартійний                                 | ВАТ «Дружба народів нова», енергетик                   |
| Самовисування   |                                |                       |         |                                               |                                                        |
| 2               | Кузьменко Галина Володимирівна | 04.11.2010            | середня | позапартійна                                  | ДРЦВПВ та ТТУМ, прибиральниця                          |
| 9               | Вашатко Юрій Анатолійович      | 04.11.2010            | вища    | позапартійний                                 | ДРЦВПВ та ТТУМ, керівник гуртка                        |
| 13              | Котолевська Ольга Іванівна     | 04.11.2010            | середня | член Партії регіонів                          | пенсіонер                                              |
| 15              | Жученко Віктор Іванович        | 04.11.2010            | середня | член Всеукраїнського об'єднання «Батьківщина» | пенсіонер                                              |